# دومينيك واترس
دومينيك واترس (بالإنجليزية: Dominic Waters)‏ مواليد 28 سبتمبر 1986 في بورتلاند، هو لاعب كرة سلة أمريكي. بدأ مسيرته الاحترافية في سنة 2010. يحمل الرقم 9. يبلغ طوله 6 قدم 1 بوصة (1.9 م).

## المسيرة الاحترافية
لعب مع نادي أوليمبيا لكرة السلة في سنة 2012، ثم لعب مع باسكت مانريسا في الدوري الإسباني في موسم 2013–2014، ثم لعب مع نادي أريس لكرة السلة في موسم 2015–2016.

## روابط خارجية
- دومينيك واترس على موقع الدوري الأوروبي لكرة السلة (الإنجليزية)
- دومينيك واترس على موقع سبورتس رفرنس (الإنجليزية)
- دومينيك واترس على موقع الدوري الإسباني لكرة السلة (الإسبانية)
- دومينيك واترس على موقع كرة السلة الأوروبية.كوم (الإنجليزية)
- دومينيك واترس على موقع DraftExpress.com (الإنجليزية)
- دومينيك واترس على موقع كلية كرة السلة في سبورتس رفرنس.كوم (الإنجليزية)
- دومينيك واترس على موقع ريلجم (الإنجليزية)
- دومينيك واترس على موقع بروبوليرز (الإنجليزية)
- دومينيك واترس على موقع سبورتس رفرنس (الإنجليزية)
- دومينيك واترس على موقع سبورتس رفرنس (الإنجليزية)